# Aschenbrödel (film 1916 Wilson)
Aschenbrödel (intitolato anche The Marriage Broker) è un cortometraggio muto del 1916 diretto da Ben F. Wilson (come Ben Wilson).

## Produzione
Il film fu prodotto dalla Victor Film Company.

## Distribuzione
Distribuito dall'Universal Film Manufacturing Company, il film - un cortometraggio in due bobine - uscì nelle sale cinematografiche USA il 12 agosto 1916.